# كايل كوفي
كايل كوفي (بالإنجليزية: Kyle Coffee)‏ هو لاعب كرة قدم أمريكي في مركز الهجوم، ولد في 23 ديسمبر 1995 في ألباكركي في الولايات المتحدة. لعب مع ريال موناركس.